# 페르난두 페이루테우
페르난두 바프티스타 드 세이사스 페이루테우 드 바스콘셀루스(포르투갈어: Fernando Baptista de Seixas Peyroteo de Vasconcelos, 1918년 3월 10일 ~ 1978년 11월 28일 )는 포르투갈의 전 축구 선수로 포지션은 스트라이커였다.
그는 모든 선수 생활을 스포르팅 CP에서 보냈으며, 그동안 모든 대회에서 총 544골을 기록하여 11개의 주요 타이틀을 차지하였으며, 6번의 리그 득점왕을 차지하였다.

## 경력

#### 스포르팅 CP
- 프리메이라리가 : 1940–41, 1943–44, 1946–47, 1947–48, 1948–49
- 타사 데 포르투갈 : 1937–38, 1940–41, 1944–45, 1945–46, 1947–48
- 수페르타사 칸디두 데 올리베이라 : 1944

#### 개인
- 포르투갈 1부 득점왕 : 1937–38, 1939–40, 1940–41, 1945–46, 1946–47, 1948–49

## 같이 보기
- 원클럽맨 명단